# إزيكييل بابتيستا
إزيكييل بابتيستا (27 مارس 1926 بالبرتغال - ) هو لاعب كرة قدم برتغالي في مركز الوسط. شارك مع منتخب البرتغال لكرة القدم. أما مع النوادي، فقد لعب مع سبورتينغ براغا.

## وصلات خارجية
- إزيكييل بابتيستا على موقع عالم كرة القدم.نت (الإنجليزية)